# Риччи, Майк
Майкл (Майк) Ри́ччи (англ. Michael «Mike» Ricci; 27 октября 1971; Скарборо, Канада) — канадский хоккейный тренер, в прошлом — профессиональный канадский хоккеист, центральный нападающий. Провел в НХЛ 16 сезонов, в которых сыграл 1099 матчей в регулярных чемпионатах и 110 матчей в плей-офф. В составе сборной Канады чемпион мира 1994 года. Обладатель Кубка Стэнли 1996 года в составе «Колорадо Эвеланш».

## Игровая карьера
На драфте 1990 года выбран в первом раунде клубом «Филадельфия Флайерз».
30 июня 1992 года «Филадельфия» обменяла Риччи, защитников Стива Дюшена и Керри Хаффмана, нападающих Петера Форсберга и Криса Саймона, вратаря Рона Хекстолла, выбор в первом раунде драфта 1993 года, выбор в первом раунде драфта 1994 года и денежную компенсацию в размере 15 миллионов долларов в «Квебек Нордикс» на нападающего Эрика Линдроса. 17 февраля 1994 года забросил пять шайб в ворота «Сан-Хосе Шаркс» (8:2). 21 июня 1995 года, в связи с переездом команды «Квебек Нордикс» в Денвер, Риччи стал игроком «Колорадо Эвеланш».
21 ноября 1997 года «Колорадо Эвеланш» обменял Риччи и выбор во втором раунде драфта 1998 года в «Сан-Хосе Шаркс» на нападающего Шона Донована и выбор в первом раунде драфта 1998 года.
9 июля 2004 года Риччи как свободный агент перешёл в «Финикс Койотис». Бо́льшую часть сезона 2006/07 он пропустил из-за травмы шеи. 13 августа 2007 года Риччи объявил о завершении карьеры игрока.
В чемпионатах НХЛ 1099 (игр) 243+362,  -20 (+/-)

В Кубке Стэнли 110 (игр) 23+43,  +17 (+/-)

## Тренерская карьера
21 августа 2007 года Риччи был назначен советником по хоккейным операциям в «Сан-Хосе Шаркс». 23 июля 2008 года он был переведён на должность тренера по развитию игроков.